# Дардаи, Бенце
Бе́нце Да́рдаи (нем. и венг. Bence Dárdai; родился 24 января 2006 года, Берлин, Германия) — немецко-венгерский футболист, полузащитник клуба «Вольфсбург» и сборной Венгрии. Победитель чемпионата Европы до 17 лет в составе сборной Германии.

## Клубная карьера
Бенце Дардаи — воспитанник «Герты (Берлин)». За клуб дебютировал под руководством отца 29 июля 2023 года в матче против «Фортуны», выйдя на 78-й минуте вместо Паскаля Клеменса. Вместе с ним на поле были его два брата — Мартон и Палко.

## Карьера в сборной
За сборную Германии до 16 лет сыграл 5 матчей, где забил 2 мяча. За сборную до 17 лет на победном чемпионате Европы до 17 лет сыграл 4 матча, где в матче против Шотландии забил гол и отдал голевой пас на Ноа Дарвиха. Всего за сборные Германии до 16 и 17 лет сыграл 15 матчей, где забил 4 мяча.

## Личная жизнь
Отец и дедушка Бенце также являлись футболистами. Балаш Дардаи, дядя футболиста, умер за 3,5 года до рождения Бенце Дардаи — летом 2002 года во время игры за футбольный клуб «Бенч» умер от разрыва сердца на глазах у дедушки, который тренировал этот клуб. Также у него есть два брата — Мартон и Палко.